# Vi khuẩn bifidus
Vi khuẩn bifidus hay Bifidobacterium là một chi vi khuẩn Gram dương, không di động, thường kị khí phân nhánh. Chúng có mặt ở mọi nơi, nội cộng sinh trong đường tiêu hóa, âm đạo và trong miệng (B. dentium) của các loài động vật có vú và các loài động vật khác. Vi khuẩn bifidus là một trong các chi chủ yếu của vi khuẩn tạo nên hệ thực vật ruột kết ở động vật có vú. Một số vi khuẩn bifidus được sử dụng làm chế phẩm sinh học.
Trước những năm 1960, các loài Bifidobacterium được gọi chung là "Lactobacillus bifidus".